# Pleystein
Pleystein er en by i Landkreis Neustadt an der Waldnaab i Regierungsbezirk Oberpfalz i den tyske delstat Bayern. Den er hjemsted for Verwaltungsgemeinschaft Pleystein.

## Historie
Byen nævnes føerste gang i 1242, men der var allerede en borg på kvartsklippen midt i byen. I anden halvdel af det 13. århundrede kom Pleystein under Landgrevskabet Leuchtenberg.
I 1800-tallet var byen tre gange ramt af omfattende brande.

## Natur
- Den 38 m høje Rosakvartsklippe er på listen af de 100 smukkeste steder i Bayern.